# Trichomycterus caliense
Trichomycterus caliense és una espècie de peix de la família dels tricomictèrids i de l'ordre dels siluriformes.

## Morfologia
Els mascles poden assolir els 5,3 cm de llargària total.

## Distribució geogràfica
Es troba a l'oest de Colòmbia.